# Mariano C. Rodríguez
Mariano C. Rodríguez fue un sacerdote, gramático, ortólogo, escritor y político peruano. 
Fue elegido senador suplente por el departamento del Cusco en 1894. Su mandato se vio interrumpido por la Guerra civil de 1894.
Dentro de su producción escrita destacan sus títulos teatrales, principalmente obras dramáticas basadas en distintos pasajes de la historia prehispánica de Perú. Así contamos con títulos como: Usca Mayta e Ima Sumac. Es autor de dos obras sobre el quechua, una "Gramática de la lengua quechua", publicada por vez primera en 1906, y reimpresa en 1939, y una "Brevísima ortología de la lengua quechua", aparecida en el mismo año que la Gramática.